# 真田神社 (平塚市)
真田神社（さなだじんじゃ）は神奈川県平塚市真田にある神社。かつては例祭時の農具市が非常ににぎわうことで有名であり、瑞垣にある寄進者の住所が広範囲に及んでいることからも当時のにぎわいが窺える。旧社格は村社。

## 歴史
- 創建年は不明
- 1591年（天正19年） – 徳川家康が真田神社に一石五斗の神領を寄進
- 1863年（文久3年） – 現在の鳥居が建立される
- 1870年（明治3年） – 八坂神社に改称
- 1876年（明治9年） – 現社名である真田神社に改称

## 境内
- 真田神社のケヤキは平塚市の保全樹に指定されている[2]。
- 真田神社の大エノキと呼ばれる大木があり、平塚市のホームページでも紹介されている[要出典]。

## 祭事
- 7月上旬 – 例大祭

## 交通
- 小田急小田原線東海大学前駅南口より徒歩30分ほど
- 神奈川中央交通鶴12系統「真田神社前」下車

## 関連文献
- 「糟屋庄 眞田村 天徳寺」『大日本地誌大系』 第38巻新編相模国風土記稿3巻之50村里部大住郡巻之9、雄山閣、1932年8月。NDLJP:1179219/49。